# Ambystomatidae
Ambystoma là một họ động vật lưỡng cư trong bộ Caudata. Họ này có 31-32 loài, trong đó 45% bị đe dọa hoặc tuyệt chủng.

## Phân loại học
Theo Darrel Frost và The American Museum of Natural History, họ này có 2 chi là Ambystoma và Dicamptodon
Theo AmphibiaWeb: Information on amphibian biology and conservation, họ Ambystomatidae gồm các 1 chi và 32 loài, riêng chi Dicamptodon được tách thành 1 chi duy nhất trong họ Dicamptodontidae với 4 loài:
- - Ambystoma Tschudi, 1838
  - Ambystoma altamirani Dugès, 1895
  - Ambystoma amblycephalum Taylor, 1940
  - Ambystoma andersoni Krebs & Brandon, 1984
  - Ambystoma annulatum Cope, 1886
  - Ambystoma barbouri Kraus & Petranka, 1989
  - Ambystoma bishopi Goin, 1950
  - Ambystoma bombypellum Taylor, 1940
  - Ambystoma californiense Gray, 1853
  - Ambystoma cingulatum Cope, 1868
  - Ambystoma dumerilii (Dugès, 1870)
  - Ambystoma flavipiperatum Dixon, 1963
  - Ambystoma gracile (Baird, 1859)
  - Ambystoma granulosum Taylor, 1944
  - Ambystoma jeffersonianum (Green, 1827)
  - Ambystoma laterale Hallowell, 1856
  - Ambystoma leorae (Taylor, 1943)
  - Ambystoma lermaense (Taylor, 1940)
  - Ambystoma mabeei Bishop, 1928
  - Ambystoma macrodactylum Baird, 1850
  - Ambystoma maculatum (Shaw, 1802)
  - Ambystoma mavortium Baird, 1850
  - Ambystoma mexicanum (Shaw & Nodder, 1798)
  - Ambystoma opacum (Gravenhorst, 1807)
  - Ambystoma ordinarium Taylor, 1940
  - Ambystoma rivulare (Taylor, 1940)
  - Ambystoma rosaceum Taylor, 1941
  - Ambystoma silvense Webb, 2004
  - Ambystoma subsalsum Taylor, 1943
  - Ambystoma talpoideum (Holbrook, 1838)
  - Ambystoma taylori Brandon, Maruska & Rumph, 1982
  - Ambystoma texanum (Matthes, 1855)
  - Ambystoma tigrinum (Green, 1825)
  - Ambystoma velasci (Dugès, 1888)

## Hình ảnh

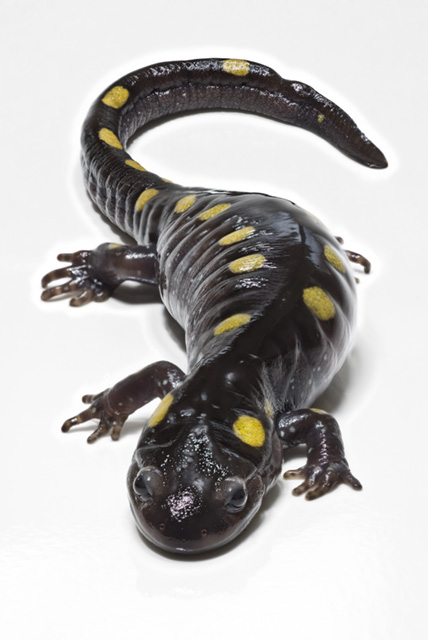
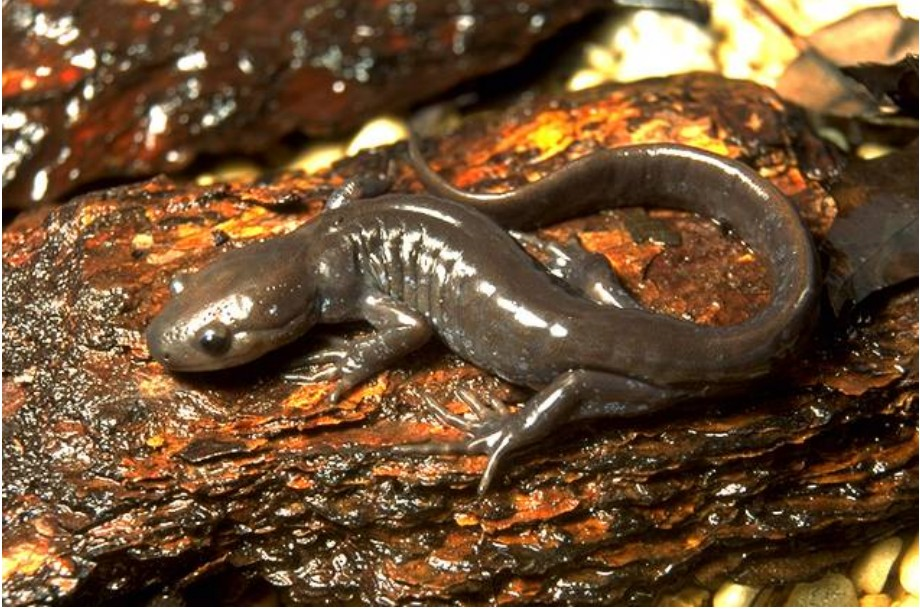
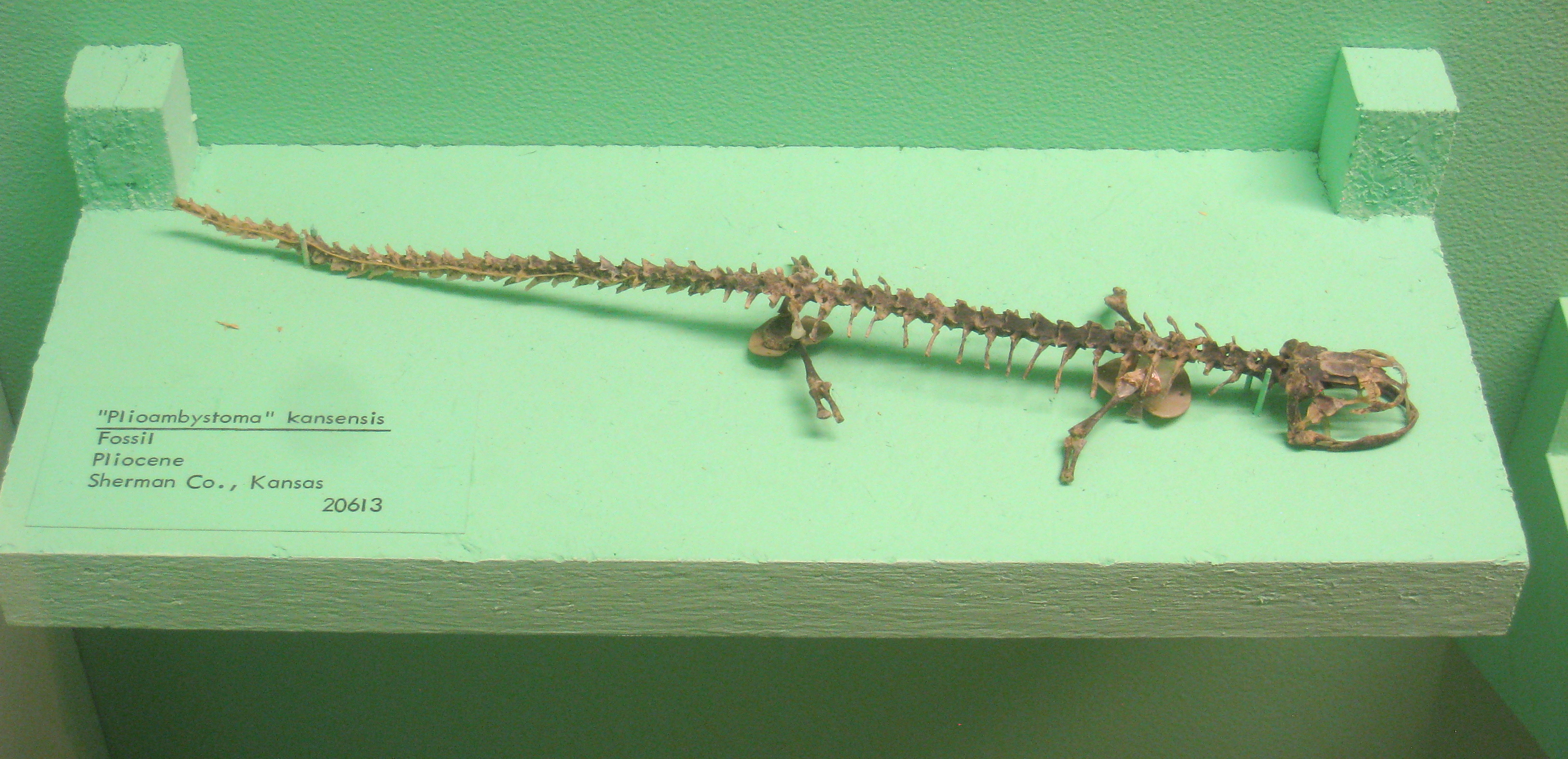
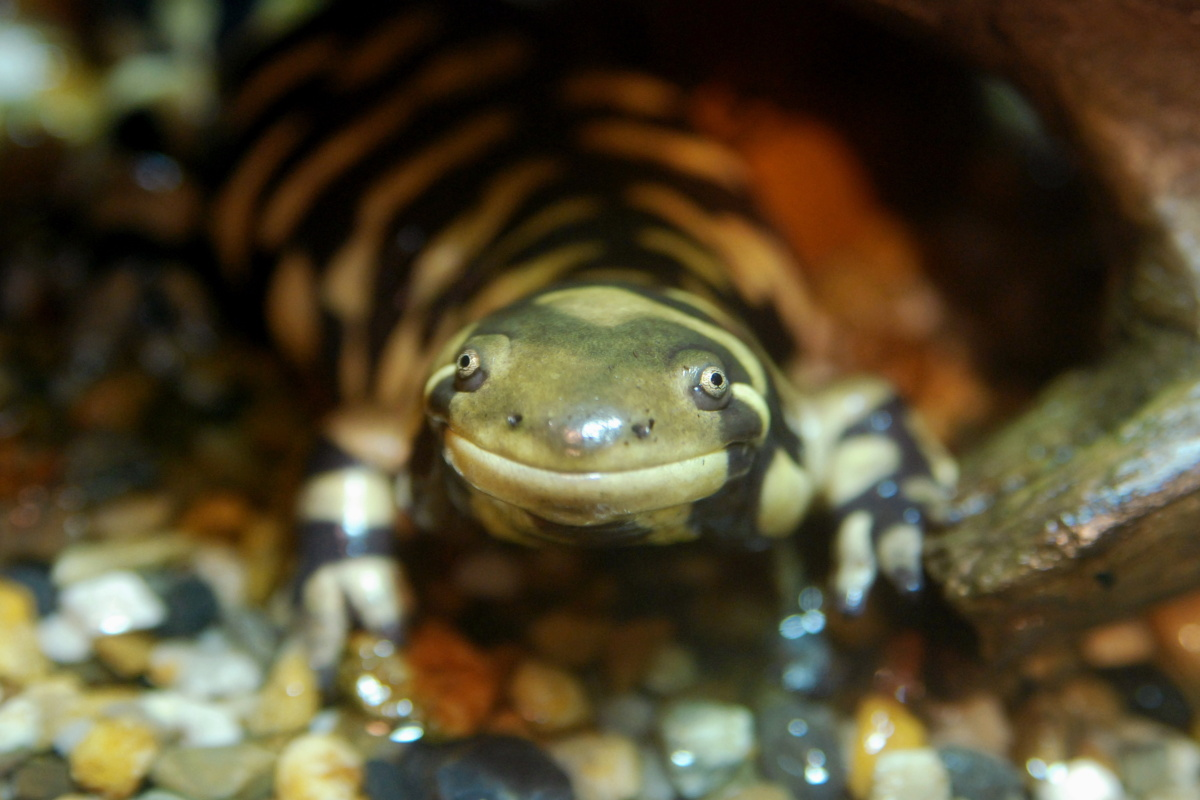